# Ciucușoară de munte

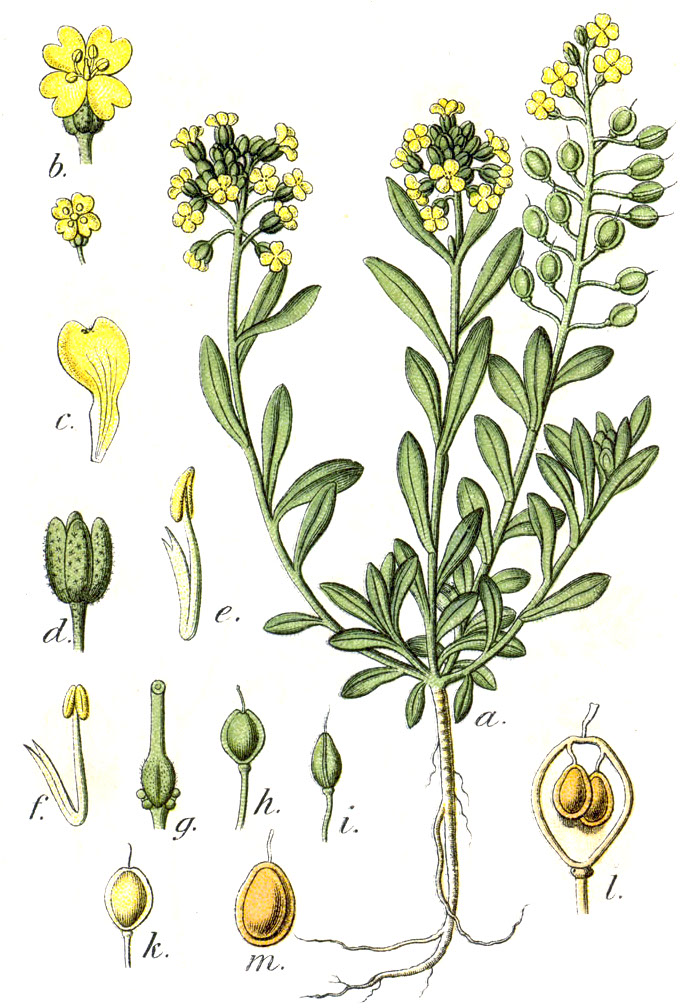
Alyssum montanum

Ciucușoara-de-munte (Alyssum repens) este o plantă erbacee din familia Brassicaceae.
Are tulpinile culcate pe pământ și numai la vârf sunt ridicate. Frunzele sunt ovale și alungite. Florile au un diametru de 4–5 mm și au culoarea galben-aurie, cu miros plăcut și dulceag. Înflorește vara, din iulie în septembrie. Este răspândită în România prin munții Carpați și Apuseni.